# Buchtal AG
Die Buchtal AG in Schwarzenfeld in der Oberpfalz war ein Produzent keramischer Belagsmaterialien, der am 12. November 1937 als „Buchtal AG, Keramische Betriebe der Reichswerke ‚Hermann Göring‘, Oeslau bei Coburg“ gegründet worden war und heute als Agrob-Buchtal zum Keramik-Konzern „Deutsche Steinzeug Cremer & Breuer AG“ gehört. Die Namensbezeichnung geht auf den Flurnamen „Buchtal“ zurück, der in der näheren Umgebung des Betriebes mehrfach vorkommt.

## Geschichte
Seit der zweiten Hälfte des 19. Jahrhunderts wird im Raum Schwarzenfeld in der Mittleren Oberpfalz Braunkohle, Lehm und Ton im industriellen Maßstab abgebaut. Bei der Gewinnung der Braunkohle im Tagebaubetrieb stand bis in die 1920er Jahre ihre Nutzung als Brennstoff und fossiler Energieträger für die Stromgewinnung bzw. die Produktion von Braunkohlen-Briketts im Vordergrund. Da der Abbau der Rohstoffe selten rentabel war, wurde er des Öfteren zeitweise eingestellt. Die Eigentums- und Schürfrechte für die insgesamt ca. 600 Hektar großen Grubenfelder um Schwarzenfeld, die sogenannten Kuxe, wurden über die Jahre hinweg mehrfach verkauft. Während der allgemeinen Brennstoffnot des Ersten Weltkriegs nahm man die Kohleförderung wieder auf. Mit dem Aufkauf der Schürfrechte durch Hugo Sachs, der bis 1923 norwegischer Konsul in München war, erhielten die zusammengefassten Grubenfelder im Jahr 1917 den neuen Namen „Vereinigte Gewerkschaften Schmidgaden-Schwarzenfeld“. Namengebend für die Gewerkschaft wurden die Orte Schmidgaden und Schwarzenfeld, in deren Gemeindegebiet der Braunkohleabbau betrieben wurde. Zwischenzeitlich errichtete man ein Ziegel-Werk, in dem Lehm, der als Abraumprodukt in großen Mengen anfällt, zu Klinker verarbeitet wurde.

### Der Aufkauf derVereinigten Gewerkschaftdurch dasAnnawerk
Nach weiteren Eigentümerwechseln erwarb im Juni 1937 der keramische Betrieb Annawerk 90 Kuxe der Gewerkschaft, um somit seinen eigenen Rohstoffbedarf an hochwertigen Tonen mit hohen Gehalten an Aluminiumoxid für die nächsten Jahrzehnte zu sichern. Die restlichen Anteile der Rechte erwarben zu je 5 Kuxe die Deutsche Steinzeugwarenfabrik A. G. (Friedrichsfeld) und die Deutsche Ton- und Steinzeugwerke A. G. (DTS, Berlin-Krauschwitz). Mehrheitseigner aller drei am Kauf beteiligten Gesellschaften war die Cremer-Gruppe, ein Keramik-Konzern, der 1906 in Frechen gegründet worden war und dem seinerzeit Jakob Cremer vorstand. Noch im August 1937 begann man u. a. mit der Planung und Errichtung eines modernen Tunnelofens, der für die Produktion von Klinkern genutzt und mit Gas befeuert wurde. Den Brennstoff hierfür gewann man aus einem ebenso neu errichteten Gasgenerator, der mit eigener Braunkohle betrieben wurde.

### Die Beteiligung derReichswerke „Hermann Göring“ A. G.
Ebenfalls bereits im Sommer 1937 verhandelten die Annawerke mit den einschlägigen Stellen der Reichswerke Hermann Göring, die seinerzeit dafür zuständig waren, den im sogenannten Vierjahresplan von Oktober 1936 formulierten Ausbau der einheimischen Erzförderung bzw. der Stahlproduktion zu organisieren. Da in der Stahlproduktion feuerfeste Materialien, wie Schamottesteine, unbedingt notwendig sind und die damalige Schamotteindustrie einen höheren Bedarf nicht decken konnte, war es für die Erreichung des Vierjahresplanes unerlässlich, dass bereits im Vorfeld auch die Kapazitäten der sogenannten Feuerfest-Industrie vervielfacht wurden. Die Wahl der Reichswerke für einen Partner zur Produktionssteigerung der Feuerfest-Produkte fiel auf die Annawerke, da man mit diesen bereits im Bereich der Sanitärtechnik erfolgreich zusammenarbeitete und dabei auf bereitwillige Unterstützung bzw. teilweise auf Interessengleichheit stieß. Darüber hinaus gab es bereits vor der Gründung der Reichswerke (gegr. 15. Juli 1937) personelle Überschneidungen zwischen Mitarbeitern der Cremer-Gruppe und den Spezialisten bzw. Funktionsträgern des NS-Regimes. So fungierte beispielsweise der Vorstand der DTS A. G. bzw. der Buchtal-Reichswerke, Heinrich Willach, als Leiter des „Sonderrings Steinzeug im Hauptring Steine und Erden“ beim Reichsminister für Rüstung und Kriegsproduktion.
Im November 1937 einigten sich die Annawerke und die Reichswerke darauf, die Kuxe der Vereinigten Gewerkschaft mit der Gründung der Buchtal AG, Keramische Betriebe der Reichswerke „Hermann Göring“ zu teilen, wobei letztere mit 52 % der Anteile die Mehrheit bekommen sollte. Der Sohn des Aufsichtsratsvorsitzenden der Cremer-Gruppe, Gottfried Cremer, wurde mit der Planung, Errichtung und Führung einer modernen und leistungsfähigen Schamottefabrik beauftragt. Als Jahresproduktion wurden 50.000 Tonnen feuerfeste Materialien vereinbart. In seiner Buchtal-Chronik vermerkt Gottfried Cremer diesbezüglich: „Buchtal war gegründet worden zu dem ausschließlichen Zweck, hochfeuerfestes Material zu liefern für die Auskleidung der Hochöfen und Winderhitzer in Salzgitter und Linz, und zwar sowohl für den Ausbau als auch für den später zu erwartenden Reparatur- und Überholungsbedarf.“ Bereits im Vorfeld der Vertragsunterzeichnung war Paul Pleiger, der organisatorische Kopf und Mitbegründer bzw. Direktor der Reichswerke und spätere Wehrwirtschaftsführer (Januar 1938), persönlich vor Ort, um mit den Spezialisten der Cremer-Gruppe die Errichtung des neuen Werkes in die Wege zu leiten.
Die feierliche Betriebseinweihung fand im Juni 1939 unter der Beteiligung von Prominenz aus Partei, Wehrmacht, SS und Wirtschaft statt. Nach einer Besichtigung der Werksanlage, die in ihrer Zweckmäßigkeit und Anordnung „ganz der nationalsozialistischen Wirtschaftsführung“ entspreche, wurde auch die Werkssiedlung Schwarzenfeld besucht. Als Festredner trat unter anderem Wilhelm Meinberg auf, Staatsrat und Vorstandsmitglied der Reichswerke Hermann Göring, die Feierlichkeit endeten „mit einem Treuegelöbnis an den Führer und den Weiheliedern der Nation“.
Um die zur Gründung der Buchtal-Reichswerke vertraglich vereinbarte Menge an feuerfesten Materialien produzieren zu können, wurden im Laufe des Jahres 1938 u. a. zwei weitere Tunnelöfen, Trockenkammern und ein zweiter Gasgenerator erbaut. Im Jahr 1939 wurden zudem u. a. ein betriebseigenes Kraftwerk zur Stromerzeugung, ein Dachziegelwerk und andere infrastrukturelle Bauten errichtet. Im Mai 1940 erstellte man „Unterkünfte für Fremdarbeiter“, im Januar 1941 „Sonderküchen für Fremdarbeiter (Franzosen und Russen)“ und im Januar 1944 „Bäder für diese Unterkünfte.“ Weitere Funktionsbauten, wie Schlosserei, Schreiner und Verwaltungsgebäude folgten.
Zu Beginn des Zweiten Weltkriegs waren in Buchtal ca. 650 Menschen beschäftigt. Im Zuge der Mobilmachung der Deutschen wurden sogenannte „Fremdarbeiter“ für die als kriegswichtig eingestufte Produktion im Buchtal-Werk herangezogen. Zuletzt stellten die „Fremdarbeiter“ mehr als zwei Drittel der Beschäftigten, sie wurden teils als zivile Kräfte angeworben, teils als Kriegsgefangene zur Zwangsarbeit herangezogen. Laut den Angaben des „Betriebsführers“ Cremer mussten in Buchtal durchschnittlich „80 Franzosen, 120 Polen und 250 Russen, bei letzteren Männer und Frauen“ arbeiten. Der Internationale Suchdienst ging 1950 von zirka 750 Personen ukrainischer Herkunft aus, die im Zivilarbeiter-Lager Schmidgaden zu leben hatten. Der Suchdienst bezog sich dabei auf den Bericht des Bürgermeisters. An anderer Stelle wird das Lager mit Bezug auf den Suchdienst als Zwangsarbeitslager bezeichnet.
Gleich nach der Gründung der Buchtal-Reichswerke wurde mit der Planung und Errichtung der sogenannten „Hermann-Göring-Siedlung“ im nahegelegenen Markt Schwarzenfeld begonnen. Da die Einwohnerzahl des Marktes im Gefolge der Buchtal-Werke ebenso sprunghaft anwachsen sollte – von ca. 1800 im Jahr 1935 auf ca. 3300 im Jahr 1939 – wurde die Erbauung von Wohnungen im großen Maßstab notwendig. Die für nationalsozialistische Siedlungprogramme typische Zweckmäßigkeit bzw. ihr Erscheinungsbild hat sich in der sogenannten Schwarzenfelder „Buchtal-Siedlung“ bis ins 21. Jahrhundert erhalten.

### DieBuchtal-Reichswerkeund die „Arisierung“ jüdischen Eigentums
Das Bankhaus Gebrüder Arnhold (Dresden-Berlin) trat 1934 seine Aktienanteile am Annawerk an die Cremer-Gruppe ab, die dadurch sowie durch den Erwerb eines weiteren Aktienpaketes von der Thüringer Gas zum Mehrheitseigner am Annawerk wurde. 1950, als die Buchtal A. G. gerade vollständig in die Cremer-Gruppe zurückgeführt werden sollte, strengte Hans Arnhold für seine Familie ein gerichtliches Restitutionsverfahren wegen der Arisierung von 1934 an. In diesem Verfahren erhielt Gottfried Cremer Unterstützung von einem ehemaligen Prokuristen, Gert Bahr, der von der Übernahme des Bankhauses Arnold profitiert hatte und dabei 16 Aufsichtsratssitze übernahm, einen davon bei der Deutsche Steinzeugwarenfabrik Mannheim-Friedrichsfeld. Die Restitutionsverhandlungen endeten 1954 mit einer Zahlung von 100.000 DM, welche die Cremer-Gruppe an Arnhold leistete.
Nach der Zerschlagung und Besetzung der Tschechoslowakei erwarben die Buchtal-Reichswerke die absolute Mehrheit an der wohl bedeutsamsten Tongrube der Tschechoslowakei, der „Vereinigte Wildstein-Neudorfer Tonwerke A. G., Eger“, zum Preis von rund 400.000 RM. Nach Schwierigkeiten in der Zusammenarbeit übernahmen die Reichswerke „Hermann-Göring“ A. G. alle Rechte an dieser Grube in ihren Besitz. Die damalige Übernahme der Tonwerke in Eger erfolgte offensichtlich unter Zwang, ein Restitutionsverfahren, das die Erben des vormaligen jüdischen Hauptanteilseignes Hugo Sachs anstrengten, war im Jahre 2008 noch anhängig.

### DieBuchtal-Reichswerkein den ersten Jahren nach dem Ende des NS-Regimes
Nachdem die amerikanischen Truppen am 22. April 1945 in Schwarzenfeld eingezogen waren, besetzten sie auch Teile des Buchtal-Werkes. Die vormals kriegswichtige Produktion brach kurz darauf zusammen, ehemalige Zwangsarbeiter wurden befreit und der Betrieb unter die Aufsicht der Militärregierung gestellt. Der „Betriebsführer“ Gottfried Cremer kam wenige Tage später in amerikanische Gefangenschaft im ehemaligen NS-Stammlager VII A nach Moosburg an der Isar, wo er bis März 1948 interniert blieb. Im Zuge des sogenannten Entnazifizierungsverfahrens musste er sich u. a. als Leiter eines kriegswichtigen Betriebs, als NSDAP- und SS-Mitglied verantworten. Er wurde im Januar 1948 in die Gruppe III als „Minderbelasteter“ eingereiht. Er musste einen einmaligen Sühnebetrag von 5.000 RM bezahlen und die Verfahrenskosten tragen. Nach Ablauf einer Bewährungsfrist von sechs Monaten wurde er als „Mitläufer“ in die Gruppe IV herabgestuft. Erst jetzt durfte er wieder unternehmerisch tätig sein.
Paul Pleiger hingegen, der seit der Gründung der Buchtal-Reichwerke als ihr Vorstandsvorsitzender fungierte, wurde im sogenannten Wilhelmstraßen-Prozess u. a. deshalb zu 15 Jahren Haft verurteilt, weil in den Reichswerken „Hermann-Göring“ Zwangsarbeiter unter Bedingungen arbeiten mussten, die die Genfer Konventionen verletzten.
Da die Aktien des Buchtal-Werks größtenteils in Reichsbesitz lagen, setzte die Militärregierung einen Treuhänder ein und das „Bayerische Landesamt für Vermögensverwaltung und Wiedergutmachung“ schaltete sich zur Überprüfung ein. Weiterhin wurde in einem gesetzlichen Verfahren erwogen bzw. politisch gefordert, die Buchtal-Reichswerke als Betrieb, der im Kohletagebau bzw. in der Stromproduktion tätig ist, zu verstaatlichen. Ebenso meldete das Bayerische Finanzamt Eigentumsansprüche an dem Schamottewerk an, das zwischenzeitlich durch eine von der Cremer-Gruppe veranlasste Kapitalerhöhung mehrheitlich wieder an letztere fiel.
In einem daraus resultierenden gerichtlichen Verfahren wurde mit Urteil vom Juli 1949 der Gründungsvertrag der Buchtal-Reichswerke vom November 1937 für nichtig erklärt und vereinbart, dass die Anteile der Reichswerke „Hermann Göring“ an der Buchtal AG gegen noch zu klärende Ausgleichszahlungen an den deutschen Staat zurückfallen an das Annawerk bzw. an die Cremer-Gruppe. Nach langjährigen Verhandlungen über die Höhe der daraus resultierenden Zahlungen wurden diese erst im Jahre 1952 abgeschlossen und somit der rechtliche Zustand von Sommer 1937 wiederhergestellt. Die Streichung des Namenszusatzes Reichswerke „Hermann Göring“ hatte man schon im Mai 1947, in der ersten Aufsichtsratssitzung nach Ende des Weltkriegs, beschlossen und vollzogen, spätere Bedenken amtlicher Stellen über diese Vorgänge ließ man angesichts der Bedeutung der Buchtal-Werke im Zuge des Wiederaufbaus von Nachkriegsdeutschland fallen.

### DieBuchtal AGnach der Währungsreform
Da das Buchtal-Werk strukturell weiterhin in der Lage war, Kohle zu fördern und elektrischen Strom für das öffentliche Netz zu produzieren, führte ein gemeinnütziges Interesse bereits im Oktober 1945 zur Wiederaufnahme dieser Tätigkeiten. Die Produktion von einfacher Baukeramik (unglasierten Spaltplatten) wurde nach der Währungsreform von 1948 wieder aufgenommen, die Herstellung von Dachziegeln im Jahr 1952. Bereits zwei Jahre danach wurde ein weiteres Werk für glasierte Keramik (Spaltplatten) errichtet. In den 1970er Jahren präsentierte das Buchtal-Werk als Weltneuheit die keramische Großplatte „KerAion“, die bis zu zwei Quadratmeter groß sein kann und hauptsächlich zur Fassadengestaltung verwendet wird.
In den 1970er Jahren war die Zahl der Beschäftigten im Buchtal-Werk mit ca. 1600 am höchsten.
Nach weiteren Ausbauten im Werk kaufte die Deutsche Steinzeug Cremer & Breuer AG im Jahr 1993 den Fliesenherstellers AGROB auf und die Buchtal AG wurde daraufhin umbenannt – seit dieser Zeit trägt sie den Namen „Agrob-Buchtal“ mit Sitz in Schwarzenfeld.
2009 betrug der Umsatz von Agrob-Buchtal 192 Mio. Euro; die Zahl der Beschäftigten wurde mit 1499 angegeben.
Am 21. Februar 2024 stellte die Deutsche Steinzeug Cremer und Breuer AG beim Amtsgericht Bonn einen Antrag auf Insolvenz in Eigenverwaltung. Am 27. September 2024 wurde die Übernahme durch die Meta Wolf AG als neuem strategischen Partner bekanntgegeben.

## Bekannte Mitarbeiter
- Gottfried Cremer (1906–2005; siehe Keramion), Betriebsführer
- Helmut Lehmann (1918–2010), technischer Vorstand
- Willy Lersch (1914–2006), kaufmännischer Vorstand und Aufsichtsrat